# 安永登
安永 登（やすなが のぼる、1893年（明治26年）4月9日 - 没年不詳）は、日本の内務官僚。関東州官僚。

## 経歴
福岡県出身。1912年（明治45年）、小学校教員となり、訓導に進んだ。1918年（大正7年）に日本大学高等師範部を卒業し、内務属となる。1921年（大正10年）に高等試験行政科に合格。富山県属、同警視・警務課長、青森県事務官、鹿児島県事務官、朝鮮総督府事務官・平安南道警察部長を歴任した。
1932年（昭和7年）より関東庁事務官に転じ、金州民政署長、内務局地方課長、旅順民政署長を歴任。1938年（昭和13年）に関東専売局長に就任した。
退官後、福岡市助役を務めた。